# Heimo Förster
Heimo Förster (* 12. Dezember 1964 in Graz, Österreich) ist ein deutscher Basketballtrainer, der als Spieler im Kader der letzten neun Meistermannschaft des deutschen Basketball-Rekordmeisters Bayer Leverkusen stand. Als Trainer betreute er später seinen Stammverein drei Jahre in der deutschen Basketball-Bundesliga. Der gelernte Feinmechaniker hat zwei Töchter und arbeitete bis 2020 in der Gastronomie, zuerst hauptberuflich für die Bayer-Gastronomie und betrieb ab 2013 eigene Restaurants. 2015 betrieb er auch die Eisbahn Leverkusen on Ice.

## Werdegang
Förster erlernte das Basketballspiel bei Bayer und durchlief von den Minis (Altersklasse 10 Jahre und jünger) alle Jugendmannschaften des Vereins. 1982 wurde er unter Trainer Dieter Kuprella deutscher A-Jugendmeister. Seit 1984 stand er im Kader der Leverkusener Bundesligamannschaft, wenngleich er zunächst hauptsächlich für die 2. Mannschaft aktiv war und in der Bundesliga nur zu Kurzeinsätzen kam. Während seines Wehrdienstes in der Nähe von Hagen schloss er sich dem Zweitligisten TSV 1860 Hagen an. Förster kehrte im Februar 1987 zu Bayer zurück. Auch in der Folge kam Förster bei dem dominierenden Bundesligisten zu Beginn der 1990er-Jahre meist nicht über die Rolle eines Ergänzungsspielers hinaus. Angesichts seiner Vereinstreue gehörte er zu den Lieblingen des Publikums in der Leverkusener Wilhelm-Dopatka-Halle, das während der Heimspiele oft seinen Vornamen skandierte.
Förster bestritt für Leverkusen insgesamt 159 Bundesliga-Einsätze mit einem Mittelwert von 1,6 Punkten je Begegnung. Er stand im Kader aller Meistermannschaften von Bayer seit Mitte der 80er, sodass er neun deutsche Meisterschaften als Spieler erringen konnte, zudem kommen sechs Pokalsiege von 1986 bis 1995. In den 1980ern stand er außerdem in deutschen Auswahlmannschaften, so unter anderem bei der Militär-Weltmeisterschaft, wo er 1986 in das All-Star-Team dieses Turniers berufen wurde, sowie für die damalige B-Nationalmannschaft.
Nach Karriereende als Spieler 1997 wurde er neben der Arbeit als Jugendtrainer für Bayer, Trainer der Herren des TV Leichlingen, die er durch mehrere Aufstiege von der Bezirksliga bis in die Regionalliga führte. 2002 änderte Bayer sein Konzept dahingehend, bewusst auf deutsche Spieler zu setzen. Neben Nationalspielern wie Denis Wucherer sollten Talente an höhere Aufgaben herangeführt werden. Als Verantwortliche für dieses Konzept wurden Förster als Cheftrainer und Thomas Deuster, mit dem Förster schon in der A-Jugend von Bayer zusammenspielte, als Manager auserkoren. Die Mannschaft qualifizierte sich nur zweimal für die Play-offs. Im dritten Jahr verpasste man in der Saison 2004/05 die Play-offs und erreichte nach zwölf Siegen in 30 Spielen nur einen enttäuschenden 13. Platz in der Meisterschaft. Daraufhin wurde die Zusammenarbeit mit Förster nicht fortgesetzt und der bisherige Co-Trainer Achim Kuczmann wurde anstelle von Förster Cheftrainer bei Bayer.
Förster arbeitete danach zwei Jahre als Bundestrainer der Jugendnationalmannschaft (U18) des DBB, bevor er 2007 den Trainerposten des Zweitligaabsteigers Konstantin Elephants Grevenbroich übernahm. Der angepeilte Aufstieg wurde im Jahr 2010 erreicht, nachdem es in den zwei zurückliegenden Saisons nur für den Vizemeister der ersten Regionalliga reichte. Als man sich 2010 schließlich für den Aufstieg in die dritthöchste Spielklasse qualifizierte, musste man aus finanziellen Gründen auf den Aufstieg verzichten.
Im März 2012 gab der ProB-Ligist BSV Münsterland Baskets Wulfen die Verpflichtung Försters als Trainer für die Saison 2012/13 bekannt. Mitte Oktober 2019 trat er das Amt des Landestrainers beim Westdeutschen Basketball-Verband an. Förster gewann mit seiner Auswahlmannschaft das Bundesjugendlager 2021, welches am Olympiastützpunkt Rhein-Neckar ausgetragen wurde. Auch im Jahr 2022 gewann Förster mit seinem WBV-Kader das Bundesjugendlager (durch ein 89:47 gegen Niedersachsen/Bremen). Aus seinem Kader wurden acht von zwölf Spielern in die DBB-Auswahl berufen. Ab 2023 assistierte Förster seinem ehemaligen Trainer Dirk Bauermann bei der deutschen U16-Nationalmannschaft (männlich). Förster und Bauermann gewannen einige Deutsche- sowie Pokalmeistertitel als die Riesen vom Rhein in der damaligen goldenen Zeit der heutigen Bayer Giants Leverkusen. Im Sommer 2023 platzierte sich die U16-Nationalmannschaft (männlich) auf dem fünften Platz und qualifizierte sich somit erstmalig für die U17-Weltmeisterschaft. Im Sommer 2024 wurde Förster als Cheftrainer der deutschen U16-Auswahl tätig.